# Ismail Abilov
Ismail Abilov, född den 9 juni 1951 i Bulgarien, är en bulgarisk brottare som tog OS-guld i mellanviktsbrottning i fristilsklassen 1980 i Moskva. 